# Laguna de aireado

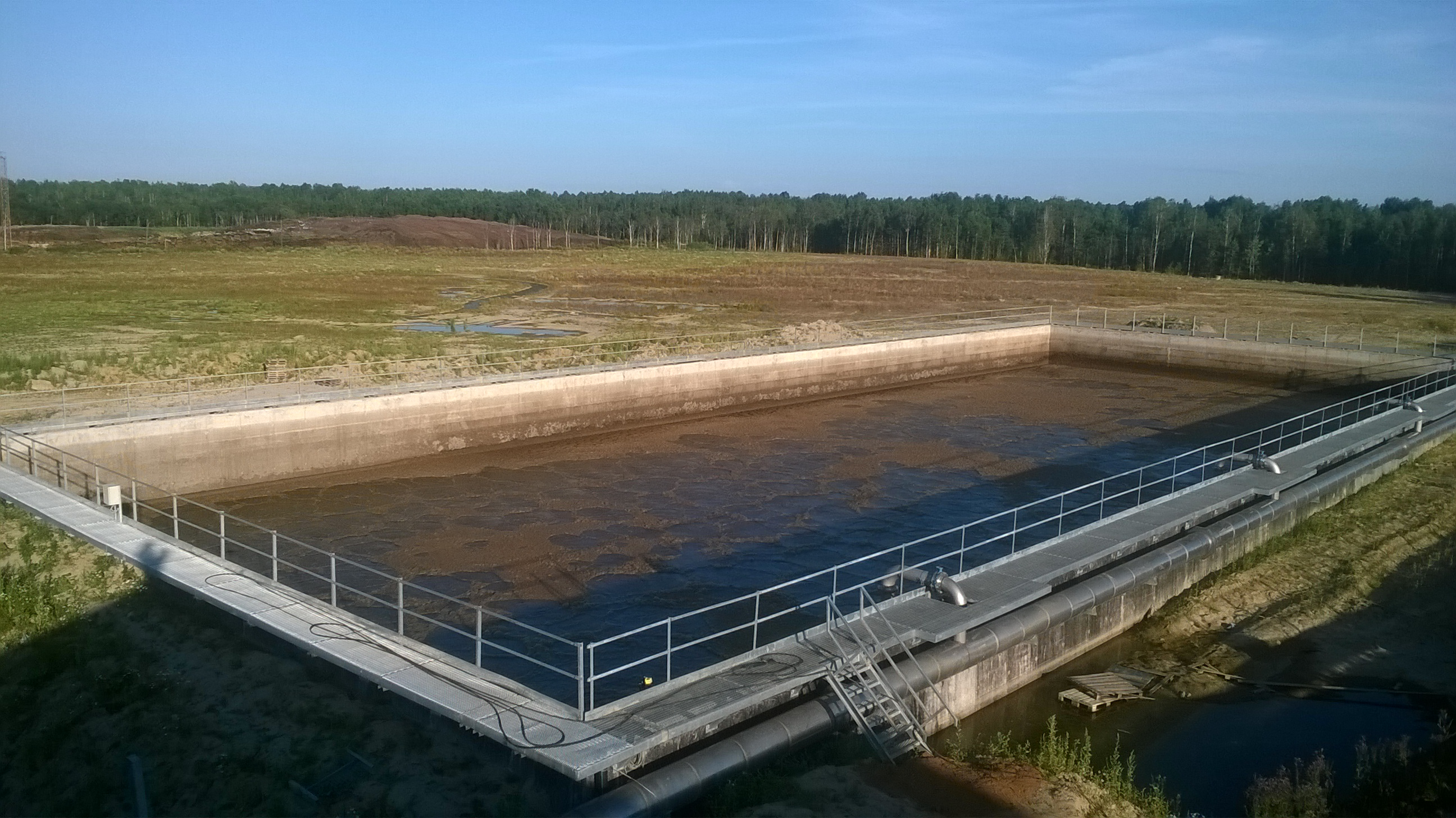
Laguna de aireación

Una laguna de aireado o cuenca de aireado es un estanque o laguna artificial para el tratamiento de agua residual por medio de aireación, promoviendo la oxidación biológica de las aguas residuales. Básicamente, consisten en una serie de balsas de tierra poco profundas (lagunas) por las que circula el agua residual lentamente y de forma continua, en las que el aireado se lleva a cabo mediante aireadores de superficie o mediante unidades de aireación por difusión. La acción de los aireadores y la de las burbujas de aire que ascienden mantiene en suspensión la materia sólida presente en el agua residual.
Existen muchos otros procesos biológicos para el tratamiento de aguas residuales, como por ejemplo lodos activados, filtro percolador, rotador de contacto biológico y biofiltros. Todos ellos tienen en común el uso de oxígeno (o aire) y la acción de microorganismos para el tratamiento de los contaminantes en aguas residuales. Las lagunas aireadas constituyen un proceso de tratamiento biológico simple. Contemplan el uso de componentes unitarias similares a los procesos convencionales e incorporan elementos mecanizados para la transferencia de oxígeno. No recirculan los lodos como la tecnología de lodos activados.

## Tipos de laguna aireadas
Dependiendo de cómo se mezcle el agua residual en el estanque y de su grado de mezclado, las lagunas de aireación pueden clasificarse en aerobias o aerobias-anaerobias.

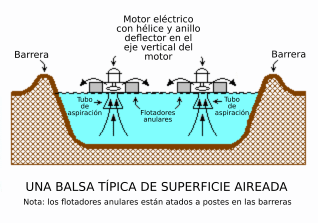
Esquema de laguna de aireación mediante aireadores rotatorios flotantes

- Lagunas aerobias o de mezcla en suspensión.  En este tipo de lagunas de aireación, el contenido se encuentra totalmente mezclado, no permitiéndose el sedimentado de los sólidos, tanto los entrantes como los de origen biológico que se forman durante el tratamiento.[4]Dependiendo del tiempo que permanezca el agua residual en la laguna, el efluente contendrá mayor o menor materia orgánica sin descomponer, junto con toda la materia sólida formada durante el proceso. En consecuencia, el efluente de la laguna no puede ser descargado a las a las aguas receptoras, por lo que se hacen pasar a un segundo estanque donde el lodo se elimina por sedimentación.[5]El efluente, ya mucho más clarificado, puede entonces eliminarse por la parte superior con una baja demanda biológica de oxígeno (DBO), mientras que el lodo se acumula en el fondo y se somete a una estabilización anaeróbica, siendo posteriormente eliminados. En algunos casos, una pequeña parte de este lodo es retornado a la laguna de aireación para mejorar el rendimiento de esta, en un proceso similar al de los fangos activados.
- Lagunas aerobias-anaerobias o facultativas. En este caso, el contenido del estanque no está totalmente mezclado, permitiendo que la mayor parte de los sólidos se sedimentan en el fondo de la laguna. Los sólidos biodegradables en el lodo sedimentado se degradan como en una laguna anaeróbica.[5]